# United States of Tara
United States of Tara è una serie televisiva statunitense, nata da un'idea di Steven Spielberg e sviluppata dalla sceneggiatrice premio Oscar Diablo Cody. La serie, con protagonista Toni Collette, racconta le vicende di Tara Craine, una casalinga e madre di famiglia affetta dal disturbo dissociativo dell'identità, caratterizzato dalla presenza di personalità multiple.
La serie ha debuttato sul canale Showtime il 18 gennaio 2009, con l'episodio pilota scritto da Diablo Cody e diretto da Craig Gillespie; la seconda stagione è andata in onda da marzo a giugno 2010. La serie è stata rinnovata per una terza stagione di 12 episodi. La cancellazione della serie è stata annunciata il 23 maggio 2011.
La serie è approdata dal 2 dicembre 2009 su Mya. Il debutto in chiaro, su Canale 5, è avvenuto nella notte tra il 4 e il 5 giugno 2011.

## Trama
Tara Gregson è un'artista indipendente sposata con Max, un giardiniere, ed è madre di due ragazzi, Kate e Marshall; la donna è affetta da disturbo dissociativo di personalità, ovvero, presenta personalità multiple che si manifestano quando è sotto stress. Quando le transizioni iniziano Tara si trasforma, in principio, nella sconsiderata teenager T, nella casalinga bigotta Alice oppure nel reduce dalla guerra del Vietnam Buck, e a questi si aggiungono nel tempo altre identità.

### Prima stagione
Tara cerca di vivere meglio che può la sua situazione, documentando ciò che le accade attraverso registrazioni video. I guai sono però all'ordine del giorno: T. spesso entra in scena per sedurre Max, oltre a provocare altri disordini; Alice vuole concepire un figlio con Max a tutti i costi; Buck esce spesso la notte per ubriacarsi e azzuffarsi, causando spesso a Tara i postumi della sbornia. Il risultato è spesso lo sconcerto e la sorpresa nelle persone che stanno attorno a Tara, le quali la estraniano o la deridono per il suo disturbo; un'unica cosa sembra dare serenità a Tara: l'arte. La situazione con la sua famiglia tuttavia non è migliore: la sopportazione dei figli sta giungendo al limite, e il marito si ritrova sempre più spesso a soccorrere la moglie.
Per evitare di rovinare la propria famiglia, Tara si sottopone a una terapia a base di psicofarmaci. Tuttavia, quando i genitori di Tara vengono a farle visita, con l'intento di convincere i suoi figli a trasferirsi da loro, in Tara si manifesta una nuova personalità, Gimme, che perpetra screzi sui genitori di Tara durante la notte. Quando Tara si rende conto di aver sviluppato una nuova personalità, capisce che l'uso degli psicofarmaci è inutile, e inizia ad indagare sul suo passato per capire l'origine del suo disturbo.

### Seconda stagione
Dopo diversi mesi in cui non sono avvenute transizioni, Tara scopre che Buck si è ripresentato, e ha intrecciato una relazione con una giovane madre single. Dalla casa del vicino suicida Tara rinviene nel suo appartamento il libro della psicologa dell'uomo, Shoshana Schoenbaum. Tara inizia a leggere questo libro, che sente essere molto utile al suo problema e il giorno seguente, in Tara si manifesta una nuova personalità, la psicologa Shoshana, che vuole aiutare la donna a guarire.
Tara tronca questa relazione e fa successivamente conoscenza con un'artista che frequentava sua figlia, con la quale allestisce una mostra. Dopo aver realizzato la miniatura di una casa per la suddetta mostra, Tara si rende conto di avere già visto tale abitazione, e insieme alla sorella riesce a trovarla. Tale struttura è una casa di accoglienza allestita per i minori che hanno subito abusi gravi nella quale Tara e Charmaine (sua sorella) hanno soggiornato durante la loro infanzia. Durante la sua permanenza con Mimi Palmeter, la donna che l'ha accudita insieme alla sorella, in Tara si manifesta una nuova personalità: Pulcino.
Intanto, Charmaine organizza il suo matrimonio con Nick, un uomo apparentemente dolce e gentile che il giorno della loro cerimonia di nozze si rivela essere brusco e violento. Tara, controllata da Pulcino, fa sì che l'uomo rifiuti di sposare Charmaine, così che la donna eviti di sposare nuovamente un uomo sbagliato.

### Terza stagione
Tara decide di frequentare l'università, cercando di non farsi ostacolare dalle sue personalità. Il suo professore di corso si interessa al suo caso, e decide di aiutarla.

## Episodi
| Stagione         | Episodi | Prima TV USA | Prima TV Italia |
| ---------------- | ------- | ------------ | --------------- |
| Prima stagione   | 12      | 2009         | 2009-2010       |
| Seconda stagione | 12      | 2010         | 2010-2011       |
| Terza stagione   | 12      | 2011         | 2011            |

## Personaggi e interpreti

### Personaggi principali
- Tara Craine Gregson, interpretata da Toni Collette, doppiata da Claudia Catani.
La protagonista della serie. È una pittrice d'interni di discreto successo sposata e con due figli. La quiete della sua vita è costantemente minata dal suo disturbo dissociativo della personalità dal quale è affetta sin dall'età pre-adolescenziale.
- Max Gregson, interpretato da John Corbett, doppiato da Fabrizio Pucci.
Il marito di Tara, è un giardiniere che nonostante i suoi duri impegni lavorativi cerca di aiutare al meglio la propria famiglia. Ama molto Tara e, nonostante i tradimenti numerosi perpetrati dai suoi alter ego e i problemi che essi arrecano, mostra sempre molta risolutezza nell'aiutare Tara. Ha promesso a Tara di non andare a letto con nessuna delle sue personalità.
- Katherine "Kate" Gregson, interpretata da Brie Larson, doppiata da Veronica Puccio.
Figlia maggiore di Tara e Max, è una ragazzina affascinante molto testarda e insicura, che si mette spesso nei guai a causa della sua indole impulsiva. Il suo sogno è andarsene via di casa perché non sopporta la sua situazione familiare.
- Marshall Gregson, interpretato da Keir Gilchrist, doppiato da Jacopo Bonanni.
Figlio minore di Tara e Max, affettuosamente soprannominato "Moosh" dalla sorella maggiore, con la quale ha un buon rapporto. Marshall è omosessuale dichiarato, con la passione per la cucina e lo stile vintage, molto emotivo e spesso timoroso nel prendere delle scelte.
- Charmaine Craine, interpretata da Rosemarie DeWitt, doppiata da Rossella Acerbo.
Sorella minore di Tara, è divorziata e lavora come rappresentante di integratori alimentari. Egoista e narcisista, Charmaine vive in un costante senso di inferiorità verso Tara, in quanto crede che la sua famiglia sia maggiormente vicina a lei, e ferisce spesso chi le sta accanto.

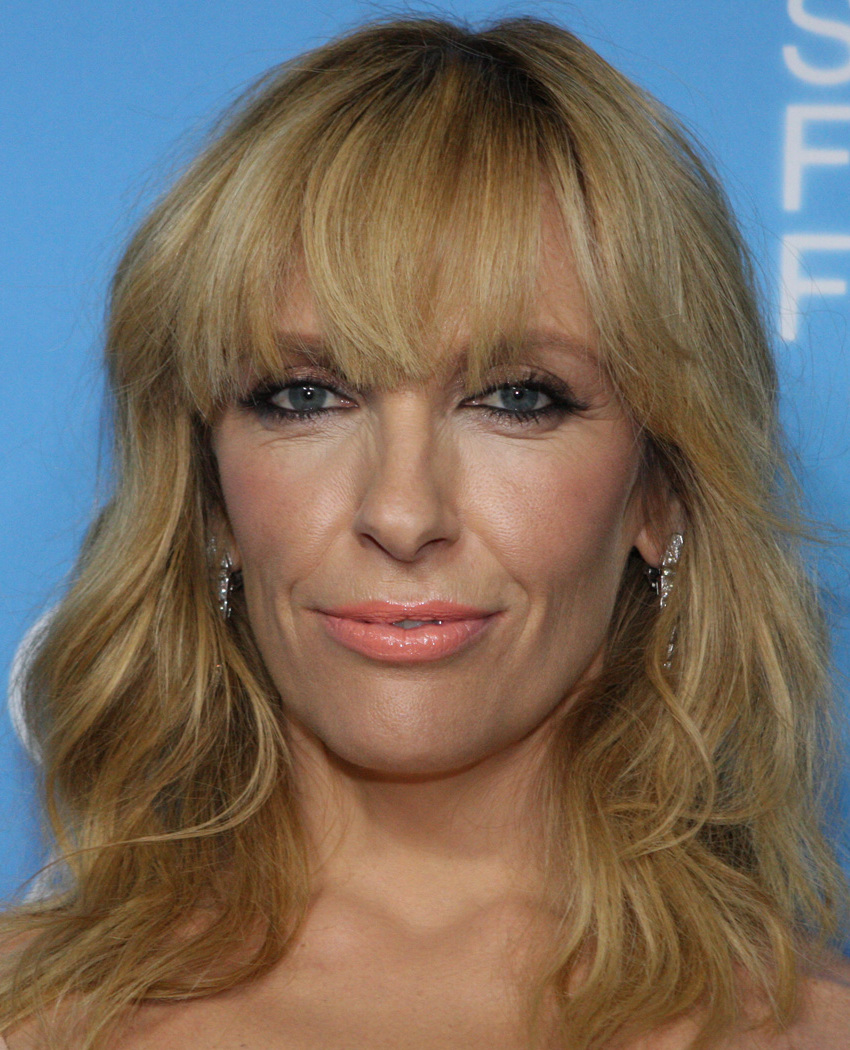
Toni Collette interpreta Tara e i suoi alter ego
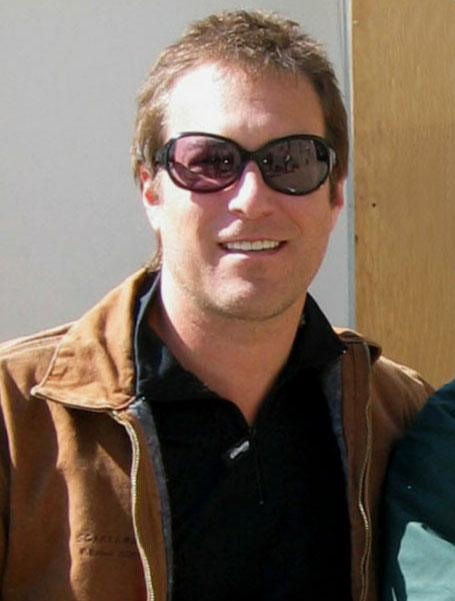
John Corbett interpreta Max Gregson
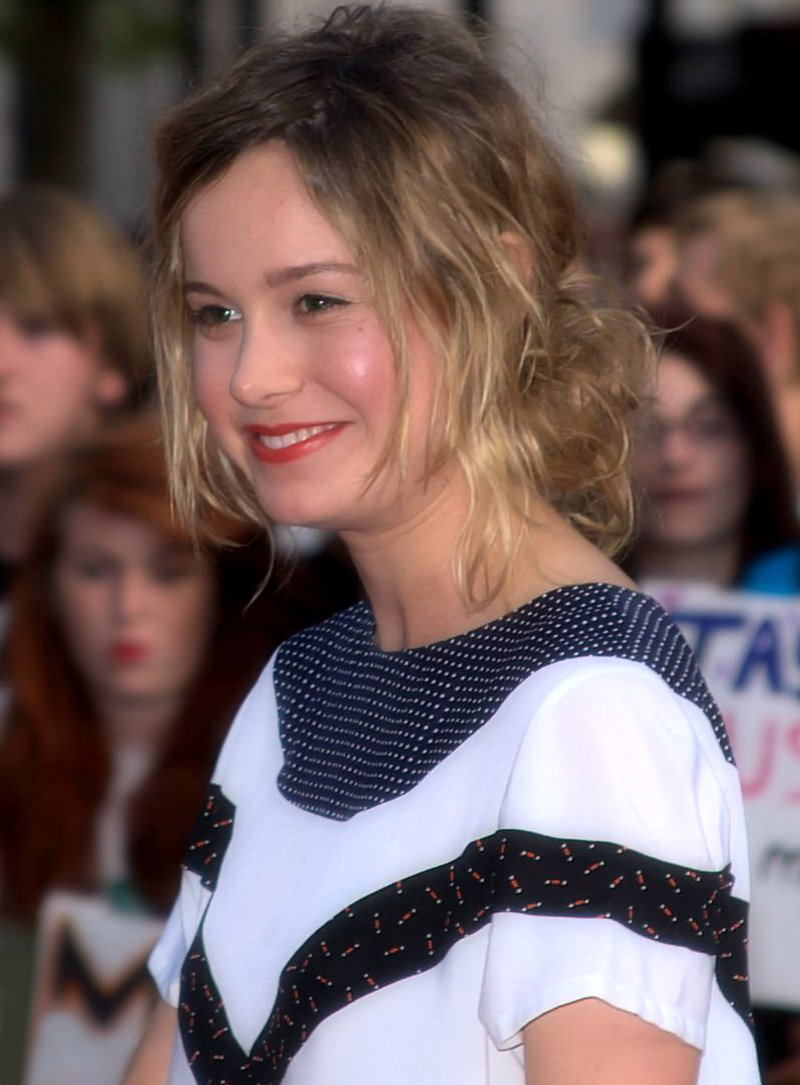
Brie Larson interpreta Kate Gregson
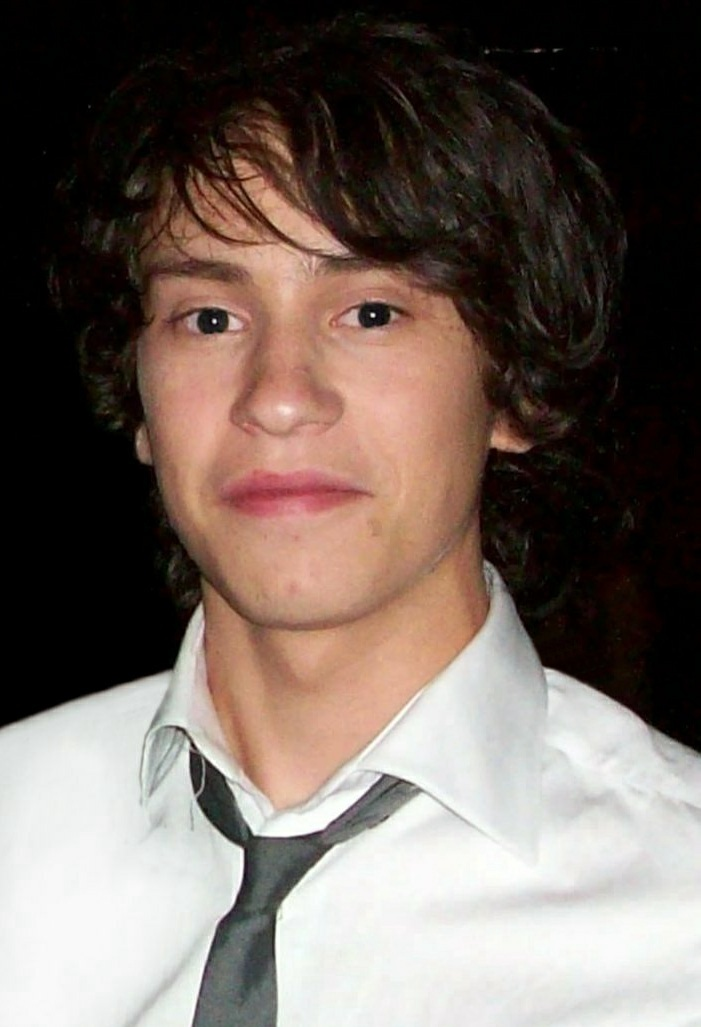
Keir Gilchrist interpreta Marshall Gregson
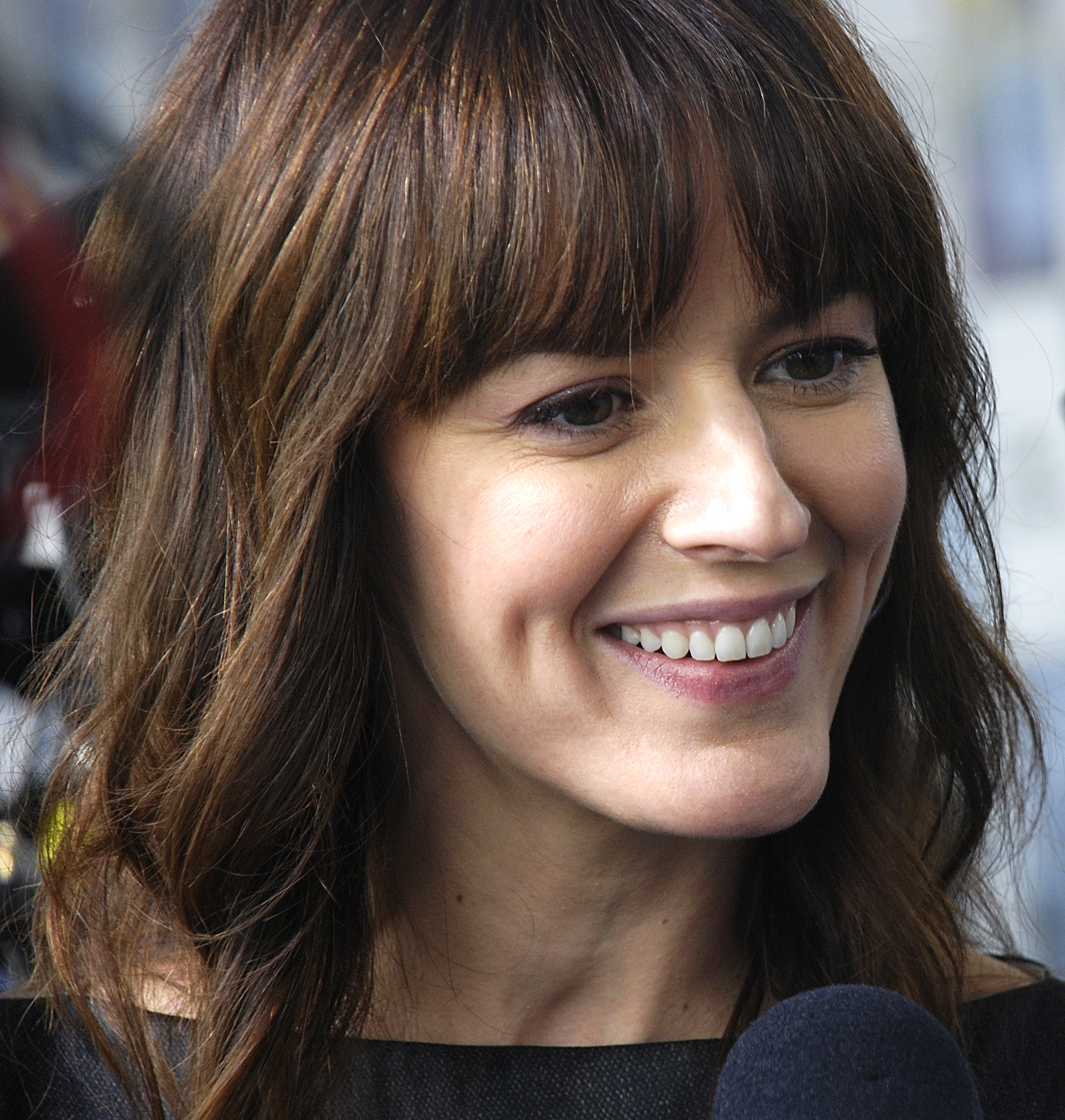
Rosemarie DeWitt interpreta Charmaine Craine

### Gli alter ego di Tara
- Alice: la personalità rigorosa di Tara, che personifica una tutrice che l'ha accudita durante l'infanzia. Alice è la tipica casalinga americana perfetta secondo lo stereotipo degli anni cinquanta. Moralista, patriottica e religiosa, Alice crede nei sani valori tradizionali, è molto affezionata a Marshall e non tollera la natura libertina di Kate. Alice ambisce a concepire un figlio proprio con Max.
- T.: la personalità adolescente di Tara, frutto dei traumi vissuti dalla donna. T è una sedicenne caotica e ribelle, che beve, fuma e si veste in modo provocante ed eccessivo. Usa spesso un linguaggio volgare ed è aggressiva con Marshall, mentre va molto d'accordo con Kate. È responsabile dei numerosi tradimenti perpetrati a danno di Max.
- Buck: l'unica personalità maschile di Tara, è una ipotetica manifestazione della rabbia repressa di Tara. Convinto reduce della Guerra del Vietnam, Buck è un rozzo motociclista omofobo e alcolizzato con la passione per le armi, che porta gli occhiali ed è mancino. Buck è molto protettivo nei confronti di Tara.
- Gimme: la personalità animalesca di Tara. Si manifesta molto di rado, soprattutto quando Tara è molto scossa o quando viene toccata da persone che le danno fastidio.
- Shoshana Schoenbaum: la personalità analitica di Tara. Compare nel corso della seconda stagione, dopo che Tara legge il libro scritto dalla ex analista di un vicino di casa. È il personaggio con la quale Tara ha maggiori fenomeni di co-coscienza, ovvero con la quale riesce a dialogare in tempo reali, quasi come una sorta di amica immaginaria.
- Pulcino: la personalità infantile di Tara, è la personificazione di Tara stessa all'età di cinque anni.
- Bryce: la personalità che incarna il fratellastro di Tara, dal quale la donna subì gravi abusi nell'infanzia. Bryce è violento e irrazionale.

## Sigla iniziale
La sigla della serie è stata realizzata con la tecnica del passo uno dalla compagnia Dragon Stop Motion di Encinitas, California. Il brano musicale è degli The Polyphonic Spree di Tim DeLaughter.